# Praia (São Mateus)

Die Gemeinde Praia (São Mateus) im Osten der Insel Graciosa

Praia (São Mateus) ist eine portugiesische Gemeinde (Freguesia) im Kreis (Município) Santa Cruz da Graciosa auf der Azoren-Insel Graciosa.
In ihr leben 733 Einwohner (Stand 19. April 2021).
Der Hafen Praias ist der bedeutendste der gesamten Insel, da hier die Fähren zu den anderen Inseln der Azoren anlegen.

## Geschichte
Praia gehört wegen seiner Lage an einer sandigen Bucht, die sich schon kurz nach der Entdeckung Graciosas als Ankerplatz anbot, zu den ältesten Ortschaften der Insel Graciosa. Auch die kleine, vorgelagerte Insel Ilhéu da Praia ermöglichte ein relativ gefahrloses Anlegen der Schiffe. 1546 wurden Praia die Stadtrechte einer „vila“, was wörtlich auf Deutsch „Kleinstadt“ bedeutet, verliehen. Der Hafen sowie der erfolgreiche Anbau von Wein führten bald zu bescheidenem Wohlstand des Ortes, der auch Piraten anlockte – z. B. wurde Praia 1691 von englischen Piraten angegriffen und geplündert, und viele Einwohner wurden verschleppt. Allerdings entwickelte sich das weiter nördlich gelegene Santa Cruz da Graciosa langfristig besser als Praia und gewann immer mehr an Bedeutung. Praia war seit 1546 Sitz des südlichen der beiden Landkreise (Concelho) der Insel. Nachdem jedoch 1855 der Kreis Praia aufgelöst und verwaltungsmäßig dem Kreis von Santa Cruz angeschlossen wurde, verlor der Ort an Bedeutung. 1867 wurden Praia die Stadtrechte aberkannt, 2003 jedoch erneut verliehen.

## Bevölkerungsentwicklung
| Einwohnerzahl von Praia de São Mateus |       |       |       |       |       |       |       |       |       |       |       |       |      |      |      |
| Jahr                                  | 1864  | 1878  | 1890  | 1900  | 1911  | 1920  | 1930  | 1940  | 1950  | 1960  | 1970  | 1981  | 1991 | 2001 | 2011 |
| Einwohner                             | 1.849 | 1.709 | 1.732 | 1.588 | 1.374 | 1.301 | 1.448 | 1.580 | 1.634 | 1.547 | 1.320 | 1.034 | 965  | 901  | 836  |

## Architektur und Stadtanlage

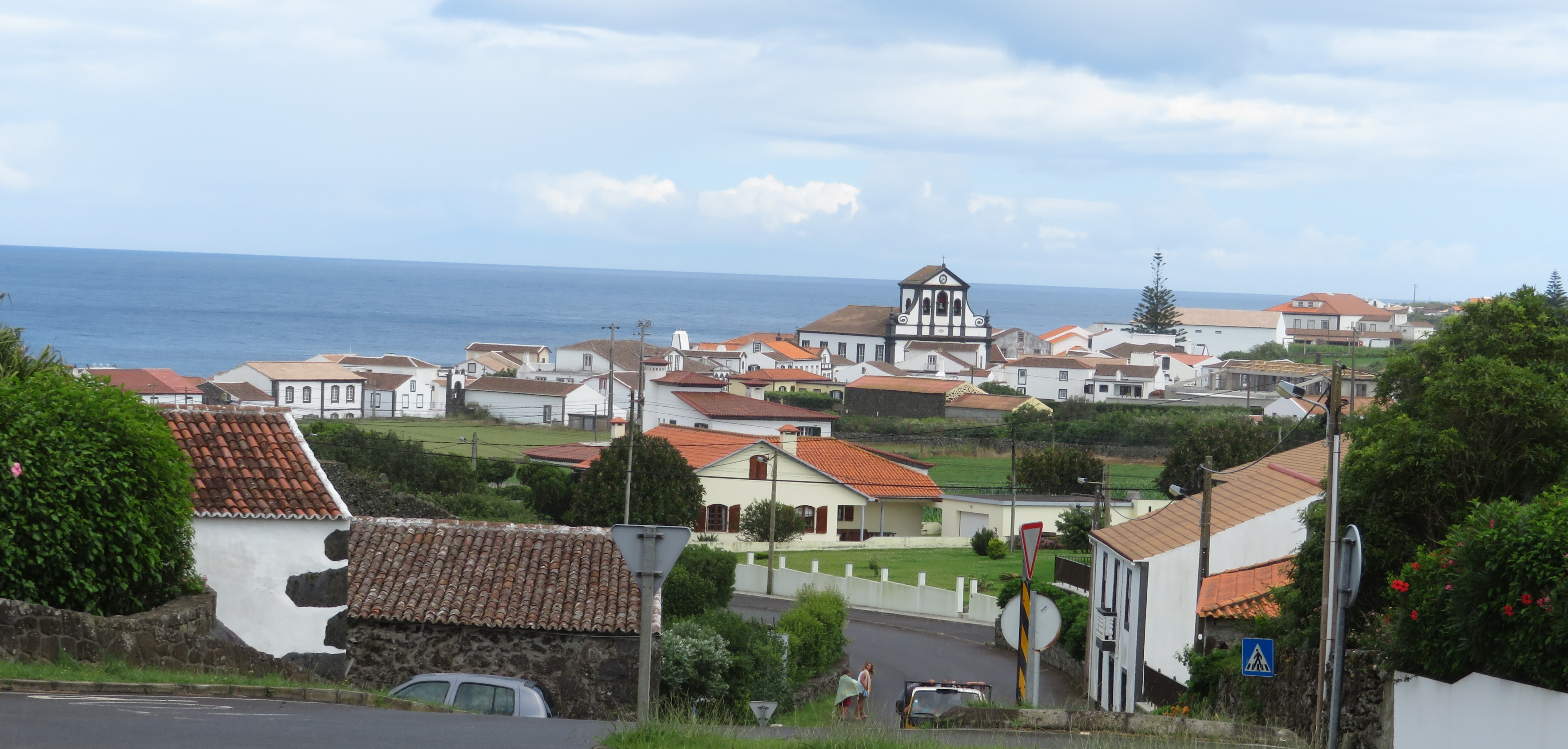
Ortsmitte mit Pfarrkirche

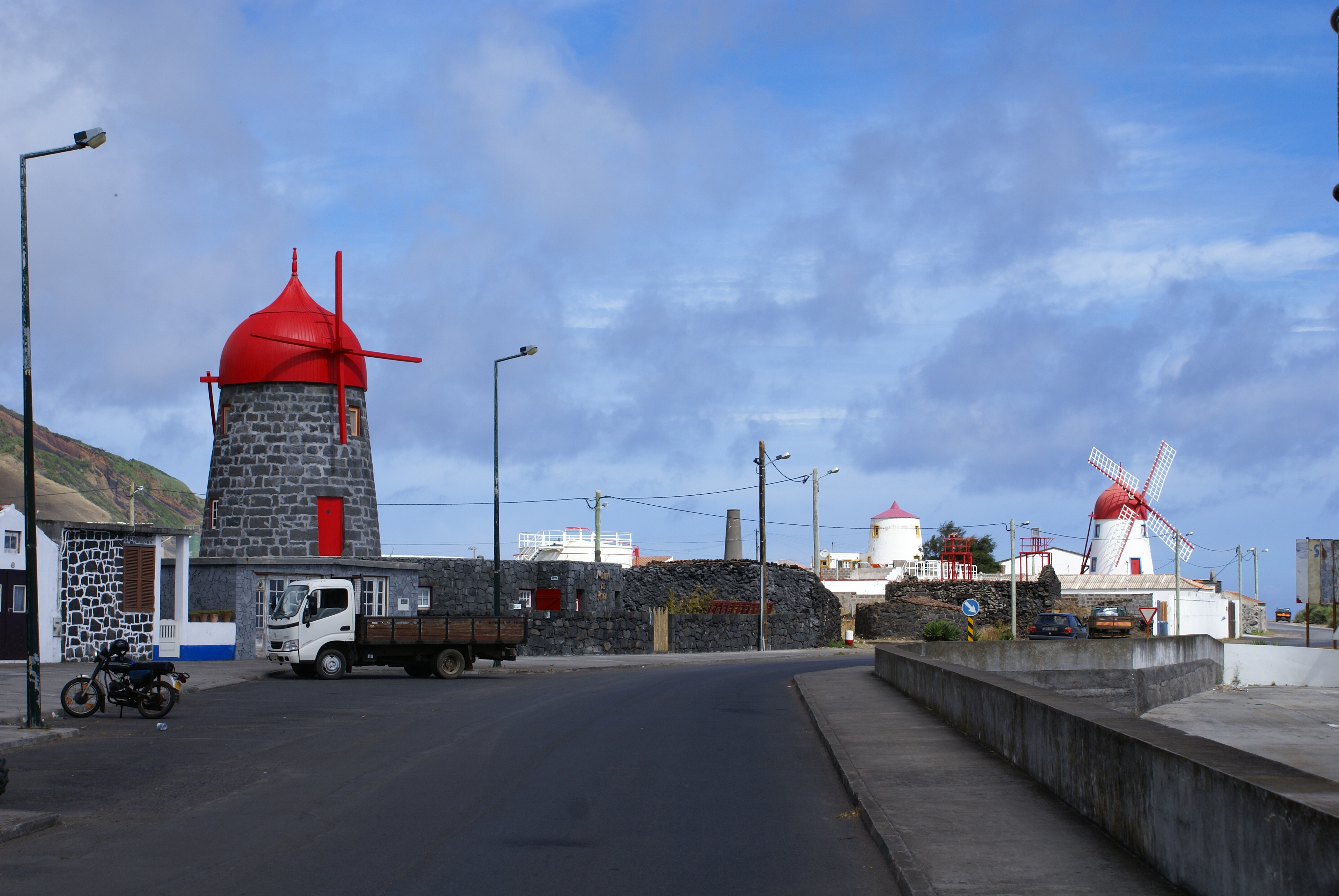
Windmühlen am Hafen von Praia

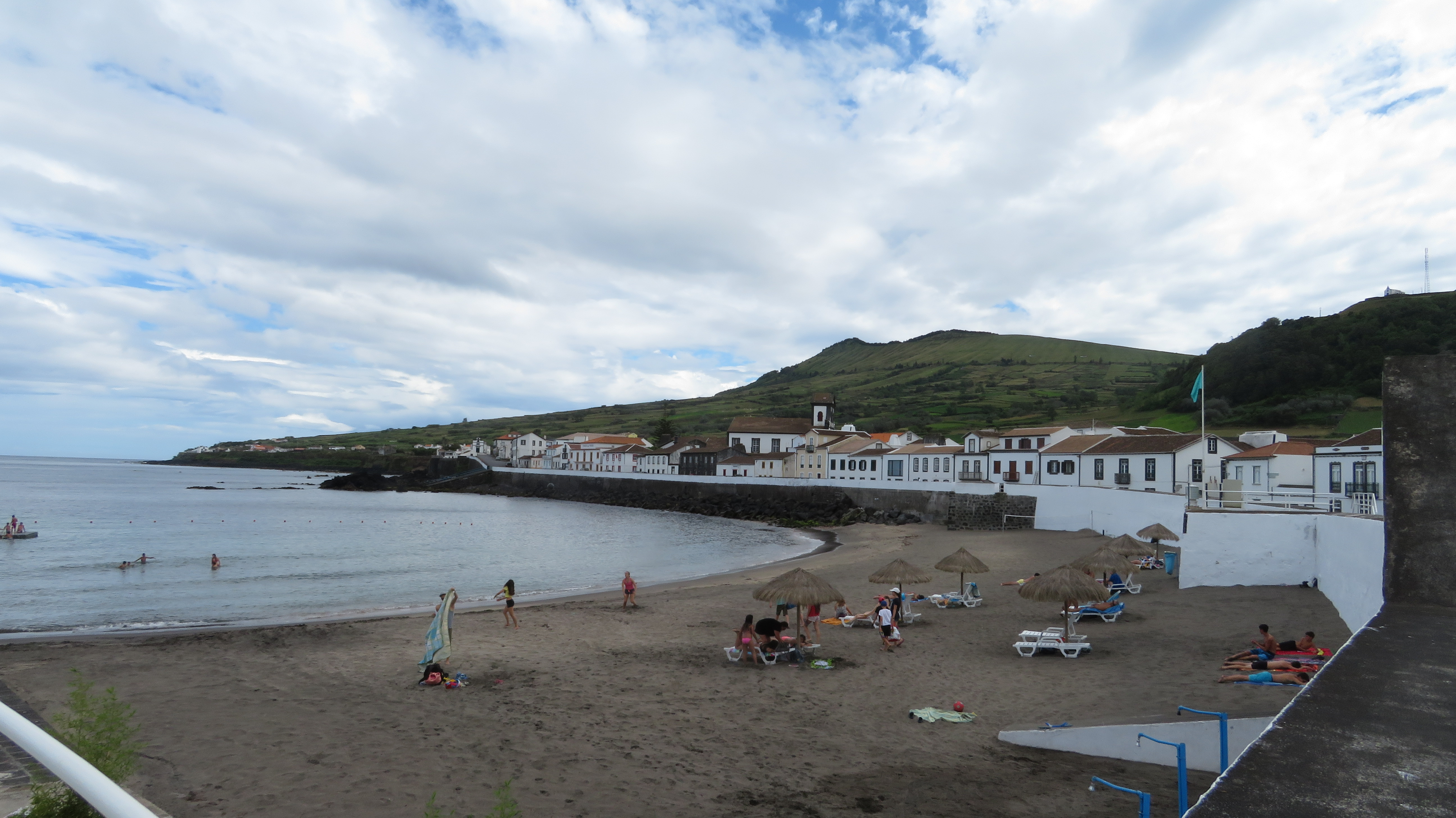
Uferstraße mit Strand

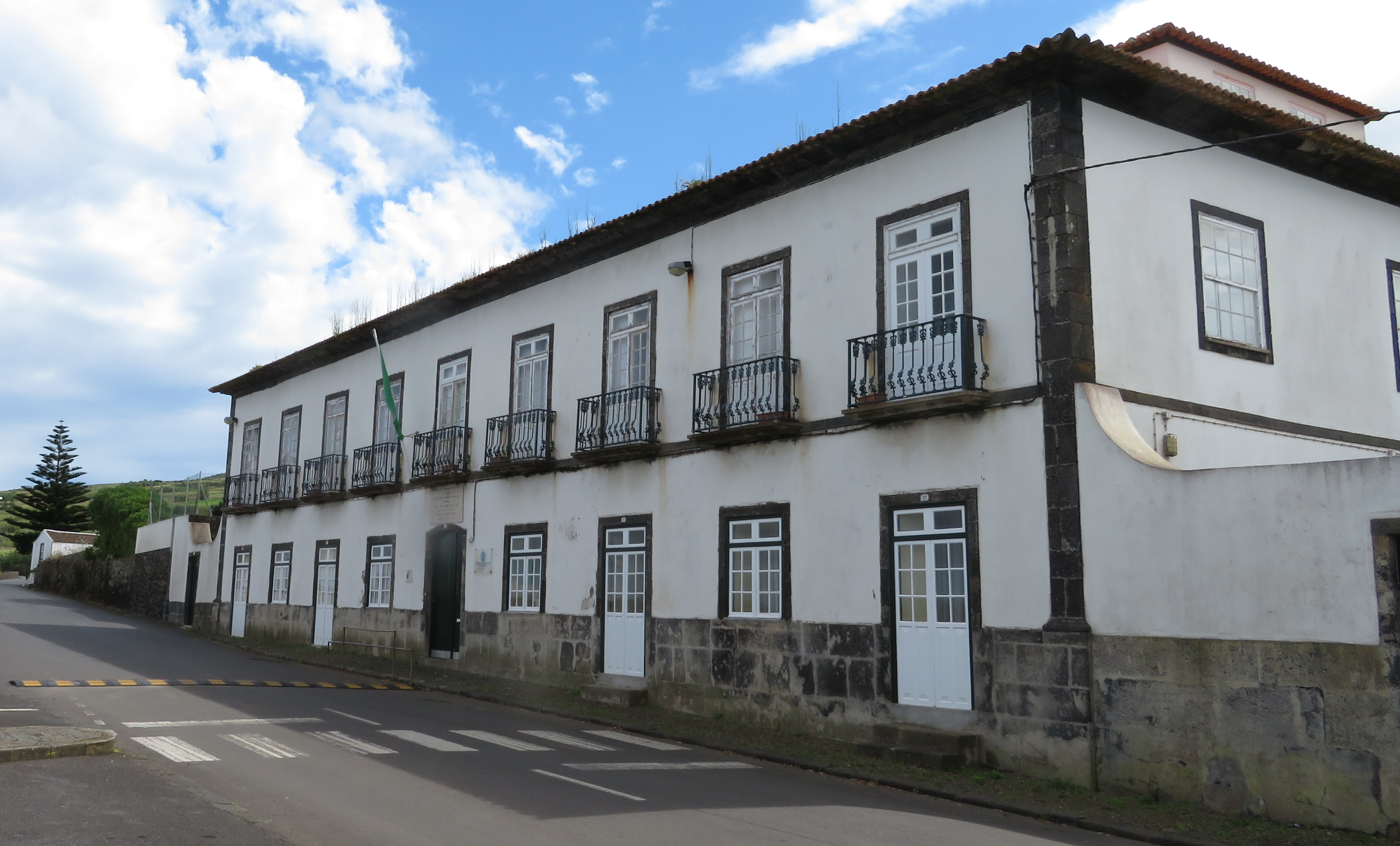
Herrenhaus Casa da Morgada Isabel Maria

Der älteste Teil Praias ähnelt einem langgestreckten Straßendorf, in dem die ein- und höchstens zweigeschossigen Häuser an der am Meer entlang führenden Straße aufgereiht und durch eine Kaimauer vor den Fluten geschützt sind. Hier befindet sich u. a. das Bürgeramt Casa do Povo. Nur wenige Meter landeinwärts verläuft eine Parallelstraße mit bis zu dreigeschossigen Häusern, an der sich die beiden Kirchen und verschiedene öffentliche Gebäude befinden.
Die weithin sichtbare, dem Schutzpatron des Ortes geweihte Pfarrkirche Igreja de São Mateus wurde in ihrer heutigen Form 1895 fertiggestellt und ist mit einem Kirchenschiff von 12 m Höhe und 23 m Länge das größte Kirchengebäude der gesamten Insel, obwohl sie keinen Turm hat. Die Kirche wurde um die Mitte des 15. Jahrhunderts – möglicherweise als erstes sakrales Gebäude der Insel – gegründet und 1546 zur Pfarrkirche erhoben. In der Sakristei werden zwei Statuen des hl. Matthäus und des hl. Petrus aufbewahrt, die im 16. Jahrhundert in Flandern angefertigt wurden. Erheblich kleiner ist die 1812 erbaute Kirche Igreja de Nossa Senhora da Conceição mit ihrem massiven Glockenturm, deren Vorgängerbau eine Wallfahrtskapelle aus dem 16. Jahrhundert war.
Im Ortskern steht außerdem die Heilig-Geist-Kapelle Imperio de Nossa Senhora dos Remédios, die mit einer Länge von 14,8 m und einer Breite von 6 m die größte ihrer Art der gesamten Insel ist. Sie wurde 1933 erbaut, doch befanden sich in ihrer Stelle mehrere im 16. und 17. Jahrhundert errichtete Vorgängerbauten, u. a. das Kloster Ermida de Nossa Senhora dos Remédios.
Eine weitere Kapelle, die gegen Ende des 17. Jahrhunderts erbaute Ermida de Santo António, steht im Ortskern unweit der Pfarrkirche. Ihr Glockenturm wurde als Verlängerung der Fassade nördlich an das Kirchenschiff angefügt. In ihrem Innern befindet sich ein Retabel mit Darstellungen aus dem Leben des heiligen Antonius.
Praia war lange ein wichtiger Stützpunkt der Walfänger. Einige der älteren Häuser im Stadtzentrum haben daher im Dachgeschoss ein Fenster oder einen turmartigen Aufbau, von dem aus man das Meer gut sehen und Wale frühzeitig erspähen kann. Über einen derartigen Ausguck im Dachgeschoss verfügt z. B. das Herrenhaus Casa da Morgada Isabel Maria, das in den ältesten Teilen noch aus dem 18. Jahrhundert stammt und ab 1906 als Schule genutzt wurde.

## Umgebung
Die Kapelle Ermida de Nossa Senhora da Saúde, die weithin sichtbar auf einem Hügel westlich des Ortes in einer Höhe von 189 m. ü. d. M. errichtet wurde, hat eine Grundfläche von nur 10,10 × 6,10 m. Die Bauarbeiten begannen 1910 und wurden mehrmals unterbrochen und wieder aufgenommen, so dass die Kapelle erst 1991 fertiggestellt und eingeweiht wurde.
Praia in einer Entfernung von rund einem Kilometer vorgelagert ist die etwa 10 ha große, unbewohnte Insel Ilhéu da Praia, auf der viele verschiedene Meeresvögel nisten. Die ganze Insel ist ein Naturschutzgebiet. Die höchste Erhebung des nur spärlich bewachsenen, felsigen Eilandes beträgt 52 m. ü. d. M.

## Besonderheiten
Eine weithin bekannte Spezialität des Ortes sind die Queijadas da Graciosa genannten Kuchen.
Praia, dessen Name auf Deutsch „Strand“ bedeutet, ist ebenfalls für seine Windmühlen und seinen feinsandigen Strand Praia de São Mateus bekannt, der vom Ortskern durch eine hohe Kaimauer getrennt ist – sie wurde zum Schutz vor Piratenüberfällen und vor Tsunamis gebaut.